# كريس أرماس
كريس أرماس (بالإنجليزية: Chris Armas)‏ هو لاعب كرة قدم ومدرب كرة قدم أمريكي، ولد في 27 أغسطس 1972 في ذا برونكس في الولايات المتحدة. شارك مع منتخب الولايات المتحدة لكرة القدم ومنتخب بورتوريكو لكرة القدم. أما مع النوادي، فقد لعب مع شيكاغو فاير ولوس أنجلوس غلاكسي.

## وصلات خارجية
- كريس أرماس على موقع الاتحاد الدولي (مؤرشف)  (الإنجليزية)
- كريس أرماس على موقع الدوري الأمريكي (الإنجليزية)
- كريس أرماس على موقع قاعدة بيانات كرة القدم.إي يو (الإنجليزية)
- كريس أرماس على موقع ناشيونال فوتبول تيمز (الإنجليزية)
- كريس أرماس على موقع Soccerway.com (الإنجليزية)
- كريس أرماس على موقع عالم كرة القدم.نت (الإنجليزية)